# Cerocala illustrata
Cerocala illustrata är en fjärilsart som beskrevs av Holland 1897. Cerocala illustrata ingår i släktet Cerocala och familjen nattflyn. Inga underarter finns listade i Catalogue of Life.